# Carboxibencilo
El sustituyente carboxibencilo, símbolo Cbz, Cbo (símbolo obsoleto), o Z (en honor de su inventor Leonidas Zervas), es un carbamato utilizado a menudo en un grupo protector del grupo amina en síntesis orgánica.   Es generalmente utilizado en síntesis de péptidos, en donde el carboxibencilo protege el grupo amina y se introduce por reacción de la amina con clorocarbonato de bencilo (llamado también cloroformato de bencilo) en presencia de una base débil:

El clorocarbonato de bencilo 1 reacciona con un aminoácido 2 para formar un Cbz-aminoácido protegido 3.

El mecanismo de reacción se encuentra estrechamente relacionado con el de la Reacción de Schotten-Baumann. Alternativamente, como en la transpoisición de Curtius, el grupo protector se forma cuando el isocianato intermediario reacciona con el alcohol bencílico.
La amina protegida se puede desproteger mediante hidrogenación catalítica o por tratamiento con HBr, produciendo un ácido carbámico terminal que luego se descarboxila fácilmente para producir la amina libre.
El método utilizado por primera vez por los químicos Max Bergmann y Leonidas Zervas en 1932 para la síntesis de péptidos, por lo que este método de protección también es referido como método de Bergmann-Zervas.

## Protección de aminas

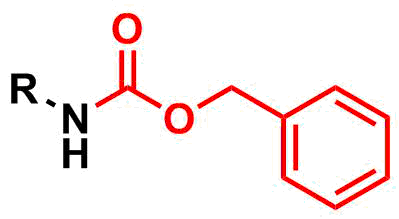
Carboxibencilo protegiendo una amina

El grupo carboxibencilo (Cbz) es  utilizado generalmente en síntesis orgánica como grupo protector para aminas. Los casos más comunes son:

### La mayoría de métodos de protección de amina comunes
- Clorocarbonato de bencilo y una base, como carbonato de sodio en agua a 0 °C
- Clorocarbonato de bencilo y óxido de magnesio en acetato de etilo a 70 °C con reflujo[4]

Protección de amina usando cloroformiato de bencilo, MgO en EtOAc.
- Clorocarbonato de bencilo, DIPEA, acetonitrilo y trifluorometanosulfonato de escandio (Sc(OTf)3)[5]

Protección de amina con cloroformiato de bencilo y DIPEA en presencia de MeCN.

### Desprotección
La hidrogenación catalítica en la presencia de una variedad de catalizadores a base de paladio es un método habitual  para la desprotección. El paladio en carbono es el más común.

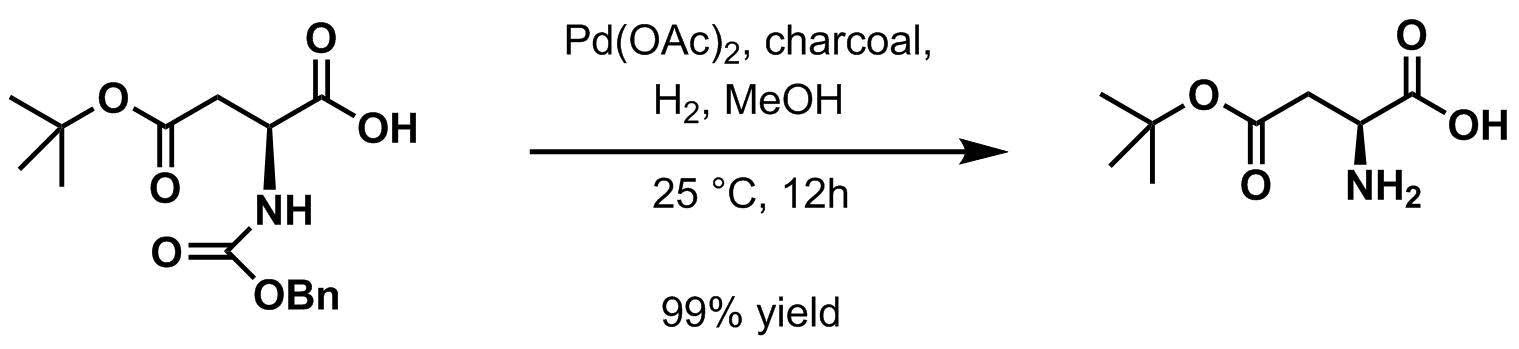
Hidrogenólisis en presencia de catalizadores a base de paladio.

Alternativamente, los ácidos de Lewis fuertes o HBr se han utilizado, proporcionando una trampa para el carbocation bencilo liberado.